# Alfred Hawellek

Alfred Hawellek

Alfred Hawellek (* 20. Januar 1905 in Ratibor; † 17. September 1981 in Deggendorf) war ein deutscher Politiker (NSDAP).

## Leben und Wirken
Hawellek besuchte die Volksschule und die Berufsschule.
Hawellek begann schon früh sich in Kreisen der extremen politischen Rechten zu betätigen: seit 1923 war er im Bund Oberland aktiv. Von 1924 bis 1925 engagierte er sich in der Organisation Wehrwolf. Danach war er zeitweise in der Deutschvölkischen Freiheitspartei und der Deutschsozialen Partei aktiv.
Zum 20. Februar 1926 trat Hawellek in die NSDAP ein (Mitgliedsnummer 30.886).
Von November 1925 bis August 1930 war Hawellek in der SA tätig, in der er es bis zum Sturmführer brachte. Von Herbst 1931 bis zum Oktober 1933 war Hawellek Kreisbetriebszellenobmann in Ratibor.
Nach der Regierungsübernahme durch die Nationalsozialisten im Januar 1933 wurde Hawellek im Juni 1933 zum Kreisleiter der Parteiorganisation der NSDAP für den Kreis Ratibor ernannt. Seit 1933 war er Mitglied der Stadtverordnetenversammlung von Ratibor.
Bei der Reichstagswahl vom März 1936 wurde Hawellek in den nationalsozialistischen Reichstag gewählt. In diesem vertrat er anschließend knapp neun Jahre lang, vom 29. März 1936 bis zum End der NS-Herrschaft im Frühjahr 1945, den Wahlkreis 9 (Oppeln).
Am Zweiten Weltkrieg nahm Hawellek als Unteroffizier teil. Im Krieg geriert er in sowjetische Kriegsgefangenschaft.
Hawellek wurde erst 1955 aus der Gefangenschaft entlassen. Nach seiner Heimkehr hielt er sich zunächst im Lager Friedland auf, um sich schließlich am 20. Oktober 1955 in Straubing niederzulassen. Seinen Lebensunterhalt verdiente er als Angestellter. Als Rentner lebte er im Straubinger Seniorenheim St. Nikola.

## Ehe und Familie
Hawellek heiratete am 21. August 1939 in Ratibor die Marie Adelheid Dorna (* 18. Dezember 1918 in Ratibor). Aus der Ehe gingen die Kinder Sigrid, Ingeborg und Dieter hervor.

## Archivarische Überlieferung
Im Bundesarchiv Berlin liegen NSDAP-Unterlagen zu Hawellek. Das Bundesarchiv Koblenz besitzt eine Akte der Zentralen Rechtsschutzstelle über ihn.